# Питання анексії Придністров'я

Карта, що показує всі окуповані Росією території в Європі. Російська Федерація показана світло-червоним кольором, а темно-червоними територіями зліва направо є Придністров'я, Крим, Донецьк, Луганськ, Абхазія та Південна Осетія. Один з них, Крим, був анексований у 2014 році.

Уряд Придністров'я, сепаратистської держави, міжнародно визнаної частиною Молдови, неодноразово звертався з проханням про анексію Російською Федерацією. Придністров'я — територія, яка відокремилася від Молдови через побоювання можливого об'єднання останньої з Румунією. Це спричинило придністровську війну 1992 року, під час якої підтримуваному Росією Придністров'ю вдалося залишитися окремо від Молдови. Незважаючи на це, на сьогоднішній день Придністров'я юридично та міжнародно розглядається як частина Молдови.
Після анексії Росією Криму в 2014 році в Придністров'ї з'явилися сподівання, що Російська Федерація також анексує цю територію. У Придністров'ї проживає значне етнічне російське населення, і переважна більшість його населення розмовляє російською. Територія фінансово підтримується Росією, а придністровська освіта та закони також взаємопов'язані з Росією. Фактично, референдум у Придністров'ї, організований першим президентом Придністров'я Ігорем Смірновим, був проведений у 2006 році, щоб проголосувати за можливу реінтеграцію до Молдови чи незалежність і майбутнє приєднання до Російської Федерації, при цьому перша пропозиція була відхилена, а друга схвалена. Однак достовірність цих результатів була поставлена під сумнів.
У зв'язку з цим, рівно в той же день, коли Російська Федерація анексувала Крим, голова придністровського парламенту Михайло Бурла направив до Російської Федерації листа з проханням сприяти можливій анексії Придністров'я в законах країни, на що отримала негативну відповідь міжнародної спільноти. Ця тема неодноразово згадувалася різними придністровськими політиками, такими як колишній міністр закордонних справ Придністров'я Ніна Штанський, колишній президент Придністров'я Євген Шевчук (який у 2016 році видав невдалий указ про приєднання Придністров'я до Російської Федерації) та нинішній, Вадим Красносельський. Деякі російські діячі, такі як Захар Прилєпін, Володимир Жириновський та партія «За правду», позитивно відреагували на таку можливість.
Незважаючи на все це, деякі аналітики вважають, що Російська Федерація не намагатиметься анексувати Придністров'я. Російська Федерація офіційно прагне надати Придністров'ю особливий статус у складі Молдови, можливо, щоб мати вплив на всю країну. Анексія Придністров'я Росією була б контрпродуктивною для цієї мети, особливо якщо врахувати, що вона може прискорити небажане об'єднання Молдови та Румунії. Крім того, Придністров'я знаходиться далеко від Російської Федерації, а також не має виходу до моря, і створити націоналістичний дискурс серед російської громадськості для досягнення анексії території, як це було раніше з Кримом, може бути складніше.

## Передумови

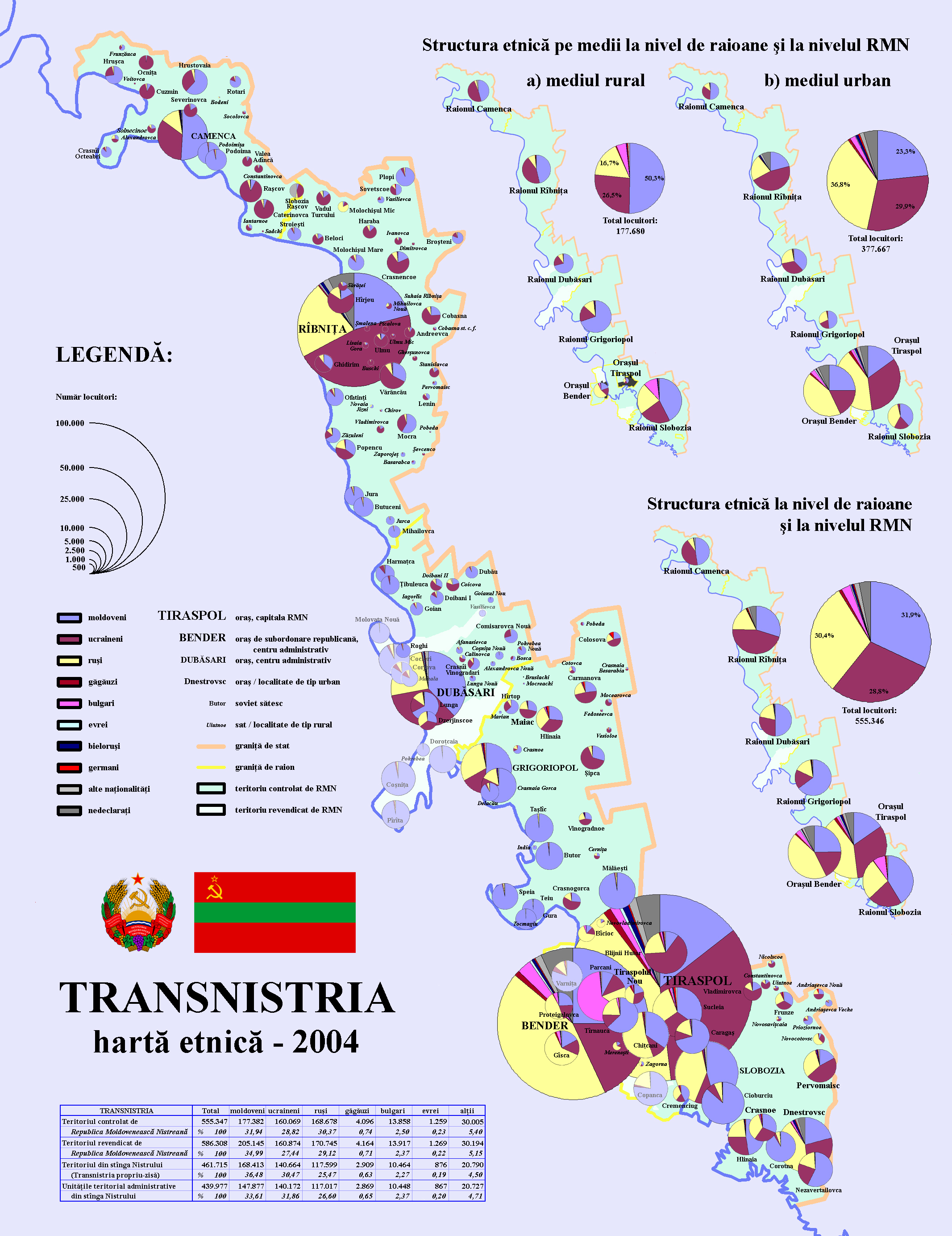
Етнічна карта Придністров'я на основі перепису населення Придністров'я 2004 року

Після розпаду Радянського Союзу Молдавська Радянська Соціалістична Республіка (Молдавська РСР) проголосила незалежність і стала сучасною Молдовою. У її східному регіоні виник побоювання, що Молдова після цієї події об'єднається з Румунією, тому вона проголосила незалежність від Молдови і стала сучасним Придністров'ям. Це призвело до Придністровської війни 1992 року, під час якої Придністров'я отримало допомогу від Російської Федерації, яка направила свою 14-у гвардійську армію. Як наслідок Придністров'я залишилося відокремленим від Молдови, але продовжувало визнаватися міжнародним співтовариством як територія Молдови.
Після закінчення війни були спроби врегулювати придністровський конфлікт, зокрема Меморандум Козака, але жодна не була успішною. 17 вересня 2006 року в Придністров'ї влада провела референдум, який мав на меті отримати думку чи потрібно реінтегрувати Придністров'я до Молдови чи ні, і чи варто йому прагнути незалежності та потенційної майбутньої інтеграції до Російської Федерації чи ні. Перше питання відхилили 96,61 %, а друге схвалили — 98,07 %, при цьому явка виборців склала 78,55 %. Однак у молдовському відділенні Гельсінського комітету з прав людини стверджували, що виявили порушення та порушення під час референдуму та припустили, що результати могли бути підготовлені заздалегідь. Президентом Придністров'я на момент проведення цього референдуму був Ігор Смірнов. Під час свого 20-річного правління Смирнов неодноразово висловлював пропозиції та посилався на можливе приєднання Придністров'я до Російської Федерації.
Згідно з переписом Придністров'я 2015 року, етнічний склад населення складається з 34 % росіян, 33 % — молдован / румунів, а 26,7 % — українців. Решта населення, яке заявило про свою етнічну приналежність, належить до менших, таких як болгари (2,8 %), гагаузи (1,2 %), білоруси (0,6 %), німці (0,3 %), поляки (0,2 %) та інші. Проте є твердження, що молдовани/румуни фактично становлять 40 % населення.

## Пропозиції

### Історія

Прапор Придністровської Молдавської РСР (з 1991 року — прапор ПМР), який є точною копією прапора Молдавської РСР.

Другий національний прапор ПМР з 2017 року — російський триколор.

Після анексії Криму Російською Федерацією 18 березня 2014 року виникли припущення щодо того, чи буде Придністров'я наступним. Фактично в день анексії Криму голова Верховної Ради Придністров'я Михайло Бурла надіслав тодішньому Голові Держдуми Сергію Наришкіну заклик внести зміни в російське законодавство, щоб сприяти майбутній анексії Придністров'я Росією. Більше того, згідно з повідомленнями журналіста-фрілансера Мітри Назара в березні 2014 року, люди в Придністров'ї тоді сподівалися бути анексованими Росією і сприймали анексію Криму як «знак надії».
Тодішній президент Молдови Ніколае Тімофті у відповідь на лист Бурли попередив Росію не намагатися анексувати Придністров'я, заявивши, що це буде «помилкою» з боку Російської Федерації і що в кінцевому підсумку це «ще більше зашкодить її міжнародному статусу». Жан-Клод Юнкер, колишній прем'єр-міністр Люксембургу та майбутній президент Європейської комісії, спонукав Європейський Союз (ЄС) вжити заходів, щоб Молдова не стала «наступною жертвою російської агресії». Президент Румунії Траян Бесеску закликав прискорити процес вступу Молдови до ЄС, а від цього, за його словами, залежить безпека країни.
Через кілька днів Ніна Штанський, тодішній міністр закордонних справ Придністров'я, схвалила анексію Криму, заявила, що «ми вважаємо себе частиною російського світу» і що «ми нічим не відрізняємося від росіян і російської цивілізації», і звернулася до президента Російської Федерації Володимира Путіна анексувати Придністров'я. Згодом у квітні 2014 року придністровські парламенти закликали Росію визнати незалежність Придністров'я.
7 вересня 2016 року тодішній президент Придністров'я Євген Шевчук видав указ № 348 «Про виконання результатів республіканського референдуму, який відбувся 17 вересня 2006 року», щоб наблизити правову систему Придністров'я до російської та наблизити до майбутньої анексії Придністров'я Росією. Це було зроблено на честь 10-ї річниці придністровського референдуму 2006 року. Однак указ визнано недійсним, оскільки референдум був проведений десятьма роками раніше, а дії Шевчука розкритикували. Придністровська влада також неодноразово висловлювала намір приєднатися до спонсорованих Росією міжнародних організацій, таких як колишнє Євразійське економічне співтовариство, наступник Євразійського економічного союзу, або Євразійський митний союз. 12 квітня 2017 року Верховна Рада Придністров'я прийняла новий офіційний прапор республіки на основі російського триколірного прапора для подальшого зміцнення незалежності Придністров'я, а також інтеграції з Росією, як пояснила сама Верховна Рада у записці.
Наступник Шевчука на посту президента Придністров'я Вадим Красносельський у 2018 році висловив бажання зробити Придністров'я приєднанням до Російської Федерації в майбутньому. У 2019 році він також заявив, що Російська Федерація «це наша доля» і що можливий новий референдум про можливе об'єднання з Росією може бути проведений у разі потреби, але за умови, що Російська Федерація визнає результати.

### Аналіз
Російський вплив на Придністров'я є великим: станом на 2014 рік близько 200 000 придністровців мають російські паспорти. Придністров'я економічно фінансується Росією за рахунок виплати пенсій і боргів за природний газ, при цьому деякі російські політики також інвестують у промисловість Придністров'я, а багато придністровських фірм належать російським компаніям. Крім того, придністровські школи використовують російські підручники з історії Російської Федерації, і багато придністровських студентів їдуть на навчання до таких російських міст, як Москва чи Санкт-Петербург. З 2013 року робилися спроби пов'язати російське законодавство з кодексом законів Придністров'я, а російська мова є загальною (але не рідною) мовою більш ніж 90 % придністровців, використовується для ділових відносин і як міжнаціональна мова країни, що відкололася.
Ця пропозиція отримала підтримку в Російської Федерації. Наприклад, російський політик Володимир Жириновський, лідер Ліберально-демократичної партії Російської Федерації (ЛДПР) і колишній заступник голови Держдуми, заявив, що Російська Федерація повинна визнати і захищати Придністров'я. Він також заявив, що Придністров'я «є територією Російської Федерації». Колишня російська партія «За правду» також підтримала визнання Росією та анексію Придністров'я. Російський письменник Захар Прилепін — ще одна фігура, яка бореться за російську анексію Придністров'я, а також Абхазії, Республіки Арцах, Південної Осетії та ДНР та ЛНР.
Однак деякі аналітики та вчені стверджують, що російська анексія Придністров'я малоймовірна. Російська Федерація не визнає Придністров'я як незалежну країну, на відміну від інших самопроголошених держав, таких як Абхазія і Південна Осетія, визнані нею в 2008 році, і не виявила в цьому зацікавлености. Можливо, якщо Російська Федерація зробить це, вона втратить весь свій вплив на молдовську політику і зробить Молдову сильно прозахідною. Натомість деякі аналітики стверджували, що Російська Федерація хоче, щоб Придністров'я мав «особливий статус» у складі Молдови, щоб зберегти вплив на всю останню. Визнання Придністров'я Росією могло б сприяти об'єднанню Румунії та Молдови, проти чого Російська Федерація виступає. Крім того, Придністров'я знаходиться більш далеко від Російської Федерації, ніж Крим, і воно не має виходу до моря, тому Російська Федерація може бути пов'язана з цією територією лише через держави, які були б ворожі гіпотетичній анексії. Створення націоналістичного руху, достатньо сильного, щоб досягти анексії Придністров'я до Російської Федерації, також може бути важчим, ніж з Кримом, який представляли як «втрачену» і «викрадену» землю в країні.